# 阿爾科查約克山
12°37′29″S 74°26′23″W / 12.62472°S 74.43972°W
阿爾科查約克山（Allcochayoc），是秘魯的山峰，位於該國中南部萬卡韋利卡大區，由聖佩德羅德科里斯區和拉克羅哈區負責管轄，屬於安地斯山脈的一部分，海拔高度4,400米。